# Temporada 1986-87 de l'NBA
La temporada 1986-87 de l'NBA fou la 41a temporada de la història de l'NBA. Los Angeles Lakers van ser els campions i a la final van guanyar als Boston Celtics por 4-2.

## Classificacions

### Conferència Est
| Equip              | V  | D  | %V   | P  |
| ------------------ | -- | -- | ---- | -- |
| Boston Celtics     | 59 | 23 | .720 | -  |
| Philadelphia 76ers | 45 | 37 | .549 | 14 |
| Washington Bullets | 42 | 40 | .512 | 17 |
| New Jersey Nets    | 24 | 58 | .293 | 35 |
| New York Knicks    | 24 | 58 | .293 | 35 |

| Equip               | V  | D  | %V   | P  |
| ------------------- | -- | -- | ---- | -- |
| Atlanta Hawks       | 57 | 25 | .695 | -  |
| Detroit Pistons     | 52 | 30 | .634 | 5  |
| Milwaukee Bucks     | 50 | 32 | .610 | 7  |
| Indiana Pacers      | 41 | 41 | .500 | 16 |
| Chicago Bulls       | 40 | 42 | .488 | 17 |
| Cleveland Cavaliers | 31 | 51 | .378 | 26 |

### Conferència Oest
| Equip             | V  | D  | %V   | P  |
| ----------------- | -- | -- | ---- | -- |
| Dallas Mavericks  | 55 | 27 | .671 | -  |
| Utah Jazz         | 44 | 38 | .537 | 11 |
| Houston Rockets   | 42 | 40 | .512 | 13 |
| Denver Nuggets    | 37 | 45 | .451 | 18 |
| Sacramento Kings  | 29 | 53 | .354 | 26 |
| San Antonio Spurs | 28 | 54 | .341 | 27 |

| Equip                  | V  | D  | %V   | P  |
| ---------------------- | -- | -- | ---- | -- |
| Los Angeles Lakers C   | 65 | 17 | .793 | -  |
| Portland Trail Blazers | 49 | 33 | .598 | 16 |
| Golden State Warriors  | 42 | 40 | .512 | 23 |
| Seattle SuperSonics    | 39 | 43 | .476 | 26 |
| Phoenix Suns           | 36 | 46 | .439 | 29 |
| Los Angeles Clippers   | 12 | 70 | .146 | 53 |

* V: Victòries
* D: Derrotes
* %V: Percentatge de victòries
* P: Partits de diferència respecte a la primera posició
* C: Campió

## Estadístiques
| Categoria                   | Jugador         | Equip                  | Mitjana/% |
| --------------------------- | --------------- | ---------------------- | --------- |
| Punts per partit            | Michael Jordan  | Chicago Bulls          | 37,1      |
| Rebots per partit           | Charles Barkley | Philadelphia 76ers     | 14,6      |
| Assistències per partit     | Magic Johnson   | Los Angeles Lakers     | 12,2      |
| Robatoris per partit        | Alvin Robertson | San Antonio Spurs      | 3,2       |
| Taps per partit             | Mark Eaton      | Utah Jazz              | 4,1       |
| Percentatge de tirs de camp | Kevin McHale    | Boston Celtics         | 60,4      |
| Percentatge de tirs lliures | Larry Bird      | Boston Celtics         | 91,0      |
| Percentatge de triples      | Kiki Vandeweghe | Portland Trail Blazers | 48,1      |

## Premis
- MVP de la Temporada
  -  Magic Johnson (Los Angeles Lakers)
- Rookie de l'any
  -  Chuck Person (Indiana Pacers)
- Millor defensor
  -  Michael Cooper (Los Angeles Lakers)
- Millor sisè home
  -  Ricky Pierce (Milwaukee Bucks)
- Jugador amb millor progressió
  -  Dale Ellis (Seattle SuperSonics)
- Entrenador de l'any
  -  Mike Schuler (Portland Trail Blazers)
- Primer Quintet de la temporada
  - F - Larry Bird, Boston Celtics
  - F - Kevin McHale, Boston Celtics
  - C - Hakeem Olajuwon, Houston Rockets
  - G - Michael Jordan, Chicago Bulls
  - G - Magic Johnson, Los Angeles Lakers
- Segon quintet de la temporada
  - Charles Barkley, Philadelphia 76ers
  - Dominique Wilkins, Atlanta Hawks
  - Moses Malone, Washington Bullets
  - Isiah Thomas, Detroit Pistons
  - Lafayette Lever, Denver Nuggets
- Millor quintet de rookies
  - John "Hot Rod" Williams, Cleveland Cavaliers
  - Roy Tarpley, Dallas Mavericks
  - Chuck Person, Indiana Pacers
  - Brad Daugherty, Cleveland Cavaliers
  - Ron Harper, Cleveland Cavaliers
- Primer quintet defensiu
  - Kevin McHale, Boston Celtics
  - Michael Cooper, Los Angeles Lakers
  - Hakeem Olajuwon, Houston Rockets
  - Alvin Robertson, San Antonio Spurs
  - Dennis Johnson, Boston Celtics
- Segon quintet defensiu
  - Paul Pressey, Milwaukee Bucks
  - Rodney McCray, Houston Rockets
  - Mark Eaton, Utah Jazz
  - Maurice Cheeks, Philadelphia 76ers
  - Derek Harper, Dallas Mavericks